# Marek Żywicki
Marek Żywicki – polski biochemik, dr hab. nauk ścisłych i przyrodniczych, adiunkt Instytutu Biologii Molekularnej i Biotechnologii i prodziekan Wydziału Biologii Uniwersytetu im. Adama Mickiewicza w Poznaniu.

## Życiorys
W 2002 uzyskał stopień magistra biotechnologii na Uniwersytecie im. Adama Mickiewicza w Poznaniu. W 2008 uzystał stopień doktora nauk chemicznych z zakresu biochemii w PAN w Poznaniu. 24 stycznia 2020 habilitował się na podstawie pracy zatytułowanej Identyfikacja nowych klas i nowych funkcji cząsteczek krótkich niekodujących RNA. Został zatrudniony na stanowisku adiunkta w Instytucie Biologii Molekularnej i Biotechnologii oraz prodziekana na Wydziale Biologii Uniwersytetu im. Adama Mickiewicza w Poznaniu.
Jest członkiem Rady Dyscypliny Naukowej – Nauk Biologicznych Uniwersytetu im. Adama Mickiewicza w Poznaniu.